# ローラギヤ減速機
ローラギヤ減速機（ローラギヤげんそくき）は、ローラギヤカム機構による減速機。入力軸と出力軸が90°ねじれの関係にある、直交軸タイプの減速機である。

## 概要
ローラギヤカム機構は、入力軸に設けられたスクリュー形状のローラギヤと出力軸に放射状に配置された複数のローラフォロアとの噛合いにより動力を伝達する機構。この機構を利用して入力軸の回転を減速させ、トルクを倍増させる減速機構がローラギヤ減速機。
ローラギヤのリブはテーパー形状をしており、このリブをローラフォロアで挟み込む構造となっている。この構造により、入力軸と出力軸との軸間距離を近付けることで回転に対し双方向に予圧をかける事ができるため、バックラッシを無くすことが出来る。また、ローラフォロアが転がりながらトルクを伝達するため、バックラッシの無い状態でスムーズな伝達が行える。